# Грошова реформа в СРСР 1991 року

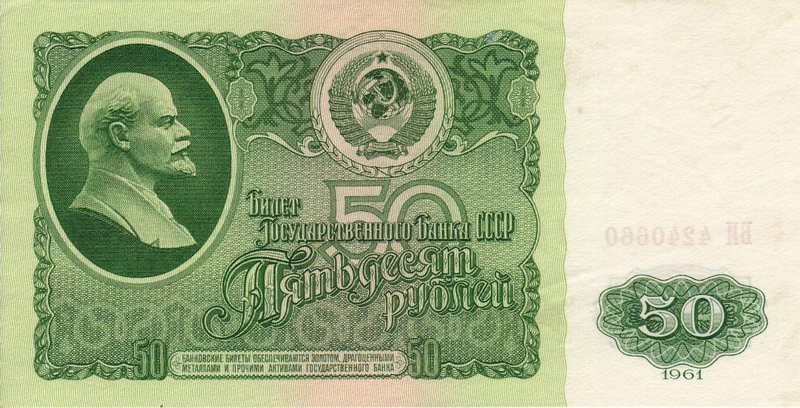
50 карбованців 1961 року

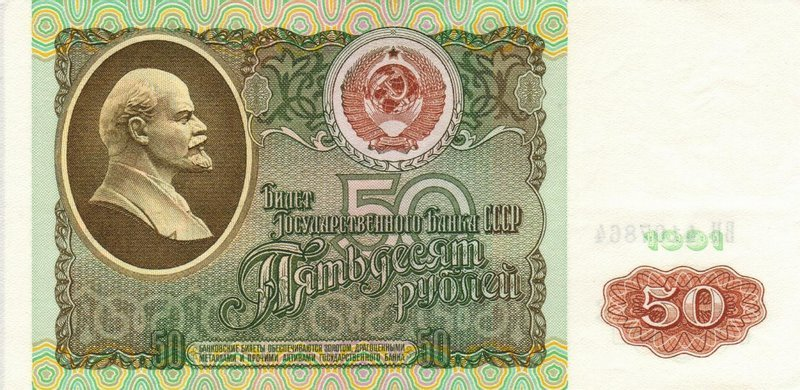
50 карбованців 1991 року

Грошова реформа в СРСР 1991 року (також відома як павлівська реформа — за прізвищем прем'єр-міністра СРСР Валентина Павлова) — обмін великих грошових купюр, проведений у СРСР у січні — квітні 1991 року. Реформа була четвертою за рахунком й останньою в історії СРСР.

## Передумови реформи

Прем'єр-міністр СРСР Валентин Павлов, ініціатор реформи

Ініціатором конфіскаційної грошової реформи був міністр фінансів Валентин Павлов. Він мав намір, використовуючи «ефект несподіванки», провести рублеву реформу і стабілізувати грошовий обіг в СРСР.
14 січня 1991 року, незадовго до початку грошової реформи, він отримав підвищення — був призначений прем'єр-міністром СРСР. Таким чином, було офіційно закріплено прагнення керівництва країни до реформування фінансової й політичної системи.

## Цілі реформи
Реформа мала на меті позбутися надлишкової грошової маси, що знаходилася в готівковому обігу, і хоча б частково усунути дефіцит на товарному ринку СРСР. Формальною причиною для проведення реформи була оголошена боротьба з фальшивими карбованцями, нібито завезеними в СРСР з-за кордону. Крім того, реформа повинна була «заморозити» нетрудові доходи, засоби тіньового сектора економіки, спекулянтів і корупціонерів.

## Умови реформи
22 січня 1991 року Президент СРСР Михайло Горбачов підписав Указ про вилучення з обігу та обмін 50- і 100-карбованцевих купюр зразка 1961 року. Про підписання Указу було повідомлено по телебаченню о 21 годині за Московським часом того ж дня, коли практично всі фінансові установи й магазини вже були закриті. Найбільш спритні люди в найближчі години після цього змогли розміняти наявні у них 50- і 100-карбованцеві купюри в касах метро, залізничних вокзалів і у таксистів (багато касирів і таксистів, зайнятих роботою, ще не знали про оголошення Указу). Декому вдалося відправити великі грошові перекази у відділеннях пошти на вокзалах, що працювали до опівночі. Найхитріші купували за 50- і 100-карбованцеві купюри у касах залізничних вокзалів і аеропортів квитки на далекі відстані на кілька днів вперед, а потім, після закінчення обміну, здавали ці квитки й отримували гроші. Реформою передбачалося, що 50- і 100-карбованцеві купюри зразка 1961 року підлягають обміну на дрібніші купюри зразка того ж 1961 року, а також купюри 50 і 100 карбованців зразка 1991 року.
Обмін вилучених купюр супроводжувався істотними обмеженнями:
- Стислі терміни обміну — три дні з 23 по 25 січня (з середи по п'ятницю).
- Не більше 1000 карбованців на людину — можливість обміну інших купюр розглядалася в спеціальних комісіях до кінця березня 1991 року.

Одночасно була обмежена сума готівкових грошей, доступних для зняття в Ощадному банку СРСР — не більше 500 карбованців на місяць на одного вкладника. Позаяк громадяни могли мати вклади у кількох ощадкасах, зокрема в різних містах, то на останніх сторінках паспорта співробітники ощадкас робили відмітки про зняті з вкладів суми.
2 квітня 1991 року без попереднього оголошення було суттєво зменшено валютний курс карбованця.
Політичним партіям було дозволено обмін старих купюр на нові у необмеженій кількості, на чому ці партії «заробили» капітал.

## Результати реформи
Плани уряду реалізувалися лише частково: конфіскаційна процедура дозволила вилучити з обігу 14 мільярдів готівкових рублів. Ефект несподіванки реформи повинен був допомогти в боротьбі зі спекуляцією, нетрудовими доходами, фальшивомонетництвом, контрабандою і корупцією, але на практиці головним наслідком реформи стала втрата довіри населення до дій уряду. Однак реформа відвернула населення країн Балтії від барикад січня 1991 року на користь вирішення нагальних особистих проблем.
Непопулярні «шокові» реформи, що проводяться в СРСР під керівництвом Павлова, продовжилися. З 2 квітня, так само несподівано, в СРСР було встановлено нові ціни, приблизно утричі вищі за попередні.

## Грошові знаки зразка 1991 року
Першими грошовими знаками зразка 1991 року були нові купюри 50 і 100 карбованців, які прийшли на зміну вилученими з обігу старим купюрам 50 і 100 карбованців зразка 1961 року. Після цього в СРСР в грошовому обігу були купюри зразка 1961 року номіналом від 1 до 25 карбованців включно, металеві монети, а також нові купюри 50 і 100 карбованців зразка 1991 року.
Пізніше були введені нові купюри зразка 1991 року номіналом 1, 3, 5 і 10 карбованців, які відрізнялися від старих відтінком (незначно), відсутністю написів номіналу мовами союзних республік й інше. Також були введені банкноти номіналів, що не існували в СРСР з 20-х років XX століття: 200, 500 і 1000 карбованців. Старі купюри 1, 3, 5, 10 і 25 карбованців зразка 1961 року і всі радянські монети, що були в обігу, продовжили обіг нарівні з новими, зразка 1991 року. Нова купюра номіналом 25 карбованців не випускалася.
Також Держбанком СРСР були випущені нові монети зразка 1991 року, що відрізнялися від колишніх розміром: номіналом 10 копійок (залізо, покрите латунню), 50 копійок, 1 карбованець, 5 карбованців (нікелевий сплав), 10 карбованців (біметал).
| Лицьова сторона | Зворотна сторона | Номінал (карбованців) |
| --------------- | ---------------- | --------------------- |
|                 |                  | 1                     |
|                 |                  | 3                     |
|                 |                  | 5                     |
|                 |                  | 10                    |
|                 |                  | 50                    |
|                 |                  | 100                   |
|                 |                  | 200                   |
|                 |                  | 500                   |
|                 |                  | 1000                  |

| Реверс/Аверс | Номінал        |
| ------------ | -------------- |
|              | 10 копійок     |
|              | 50 копійок     |
|              | 1 карбованець  |
|              | 5 карбованців  |
|              | 10 карбованців |